# Lovački savez Herceg Bosne
Lovački savez Herceg Bosne je jedinstvena lovačka organizacija osnovana u rujnu 1992. godine s ciljem očuvanja kontinuiteta lovstva, zaštite prirode i divljači, te ponovnog organiziranja lovaca i lovačkih društava s prostora Hrvatske zajednice Herceg Bosne.

## Osnutak Saveza
Ideja o osnutku Saveza je realizirana 20. listopada 1992. godine u hotelu Park u Širokom Brijegu, kada su predstavnici lovačkih društava iz Širokog Brijega, Ljubuškog, Mostara, Čitluka, Neuma, Stoca, Ravnog, Čapljine, Posušja, Tomislavgrada, Livna i Rame, te predstavnici poduzeća Parkovi iz Mostara i Veterinarskog instituta Mostar, kao zastupnici na utemeljiteljskoj Skupštini, jednoglasno donijeli odluku o utemeljenju Lovačkog saveza Herceg Bosne. Bila je to povijesna odluka za hrvatsko lovstvo u Bosni i Hercegovini. 
Rad Saveza nakon utemeljenja, u narednim danima, mjesecima i godinama odvijao se u ratnim okolnostima.

## Poslijeratno razdoblje i širenje Saveza
Uspostavom mira u BiH stvorili su se povoljniji uvjeti za rad Saveza osobito s članstvom Središnje Bosne i Posavine.
U proljeće, 1995. godine u Širokom Brijegu održana je Skupština Saveza na kojoj su se prvi put zajedno našli zastupnici iz Središnje Bosne, Posavine i Hercegovine. Bio je to novi uzlet i potvrda zajedništva i želje hrvatskih lovaca u Bosni i Hercegovini da imaju vlastiti Savez. 
U Vitezu je 10. veljače 1996. godine održana je još jedna povijesna Skupština Saveza, na kojoj je davna vizionarska inicijativa, začeta na utemeljiteljskoj Skupštini Saveza, na zadovoljstvo zaljubljenika u lov i kinologiju, provedena u djelo. Utemeljen je Kinološki savez Herceg Bosne. 

## Glasilo Saveza
Nastojeći pravodobno i kvalitetno informirati i educirati svoje članstvo Savez se u prvim godinama svoga djelovanja oslanja na Lovački vjesnik, glasilo Hrvatskog lovačkog saveza. Međutim, kao neminovnost, u Savezu se osjećala potreba za vlastitim lovačkim glasilom. 
Vodeći se tom idejom u studenom 1997.godine Izvršni odbor Saveza donosi odluku o pokretanju glasila lovačkog i kinološkog saveza Herceg Bosne. Glasilu je dan naziv Hoop!, a njegov prvi broj promoviran je početkom srpnja sljedeće godine u Franjevačkoj galeriji na Širokom Brijegu. Tako je Savez dobio svoje informativno i stručno glasilo.

## Članstvo u međunarodnim organizacijama
Organiziranjem lovstva i lovne kinologije, zaštitom prirode i divljači, izradom normativno-pravne dokumentacije, izobrazbom lovaca i pokretanjem lovačkog glasila, Savez se afirmirao i stvorio uvjete za kandidaturu za prijem u članstvo krovne svjetske lovačke asocijacije CIC-a. 
Generalna skupština CIC-e održana je u Milanu u svibnju 1999. godine i na njoj je Lovački savez Herceg Bosne primljen u punopravno članstvo Svjetske lovačke asocijacije. Ovaj uspjeh obilježen je 10.lipnja 2000.godine na Skupštini Saveza u Mostaru dodjelom prvih odličja Saveza i potpisivanjem povijesnog Sporazuma o suradnji s Hrvatskim lovačkim savezom.
Međunarodni uspjesi Saveza nastavili su se i u 2003.godini na zasjedanju Generalne skupštine FACE, 13.rujna 2003.godine na Cipru, kada je Savez primljen u punopravno članstvo FACE-a, lovačke asocijacije zemalja članica Vijeća Europe.

## Savjet lovačkih saveza Bosne i Hercegovine
U travnju 2001.godine predstavnici triju nacionalnih lovačkih saveza u BiH: Lovačkog saveza Herceg Bosne, Lovačkog saveza Republike Srpske i Saveza lovačkih organizacija BiH, u Sokocu (Republika Srpska) su, dogovorno utemeljili Savjet lovačkih saveza Bosne i Hercegovine, kao krovno organizacijsko, koordinacijsko i savjetodavno tijelo za lovstvo na državnoj razini.
Na blagdan Svetog Huberta 3. studenog 2002. godine, svečano i dostojanstveno, Savez je obilježio desetu obljetnicu svoga utemeljenja. Tim povodom izdana je Monografija koja od tada do danas, poput putovnice, slikom i riječi, na upečatljiv način promovira Savez, njegove članice i cjelokupno hrvatsko lovstvo u Bosni i Hercegovini. 
Lovački savez Herceg Bosne danas je moderna i ugledna građanska udruga utemeljena prema Zakonu o udrugama i Zakonu o lovstvu, koji kao nestranačka, nepolitička i neprofitna asocijacija, predstavlja nacionalni lovački savez Hrvata u Bosni i Hercegovini, ali jednako tako i Savez svih njezinih naroda i građana. Savez trenutno ima oko 10.000 članova organiziranih u 42 članice, a njegov cilj je djelovanje na području lovstva u smislu planiranja i provedbe jedinstvene lovne politike, razvoja i unapređenja lovstva, uzgoja, zaštite i korištenja divljači, očuvanja prirodnog staništa divljači i biološke i ekološke raznolikosti, lovne izobrazbe, njegovanja lovačke etike i običaja, te zaštite prirode i ljudskog okoliša.

## Članice Lovačkog saveza Herceg Bosne
- Lovačko društvo „Jadran“ – Neum
- Lovačka udruga „Lisac“ – Ravno
- Lovačko društvo „Galeb“  – Čapljina
- Lovačko društvo „Kamenjarka“ – Stolac
- Lovačko društvo „Golub“ – Čitluk
- Lovačko društvo „Jarebica“ – Mostar
- Lovačko društvo „Baćina“ – Doljani
- Lovačko društvo „Vepar“ – Prozor-Rama
- Hrvatska udruga lovaca „Kravica“ – Ljubuški
- Hrvatska lovačka udruga „Malič“ – Grude
- Lovačko društvo „Mosor“ – Široki Brijeg
- Lovačko društvo „Rujan“ – Kočerin
- Lovačko društvo „Jarebinjak“ – Rakitno
- Lovačko društvo „Radovanj“ – Posušje
- Lovačka udruga „Milan Mikulić-Bikan“ – Vir
- Lovačka udruga „Zavelim“ –  Roško Polje
- Lovačka udruga „Vran“ – Tomislavgrad
- Lovačka udruga „Cincar“ – Livno
- Lovačka udruga „Livanjsko polje“ – Lištani
- Lovačko društvo „Risovac“ – Bosansko Grahovo
- Lovačko društvo „Tetrijeb“ – Glamoč
- Lovačko društvo „Tetrijeb“ – Kupres
- Lovačko društvo „Uskoplje“ – Uskoplje
- Lovačko društvo „Jastreb“ – Dobretići
- Udruga lovaca „Kuna“ – Jajce
- Lovačko društvo „Pavlovica“ – Novi Travnik
- Lovačko društvo „Sokol“ – Nova Bila
- Lovačka organizacija „Vitez“ – Vitez
- Lovačko društvo „Zec“ – Busovača
- Lovačko društvo „Tetrijeb“ – Kreševo
- Lovačko društvo „Lještarka“ – Kiseljak
- Hrvatsko lovačko društvo „Vepar“ – Fojnica
- Lovačko društvo „Fazan“ – Usora
- Lovačko društvo „Jeleč“ – Žepče
- Lovačko društvo „Fazan“ – Odžak
- Lovačka udruga „Kuna“ – Domaljevac
- Lovačka udruga „Sava“ – Orašje
- Lovačko društvo „Sokol“ – Ravne Brčko
- Lovačko društvo „Fazan“ – Velika Kladuša
- Lovačko društvo „Cazin“ – Cazin
- Veterinarski zavod Mostar
- Park prirode „Hutovo blato“ – Čapljina